# Franjevlekplaat
De franjevlekplaat (Panaeolus papilionaceus) is een schimmel behorend tot de familie Galeropsidaceae. Hij is een veel voorkomende en wijdverspreide kleine bruine paddenstoel die zich voedt met uitwerpselen van gewervelde dieren. Hij groeit van mei tot oktober. Hij geeft de voorkeur aan schaduwrijke plaatsen.

## Kenmerken

### Uiterlijke kenmerken
Hoed
De hoed is 1,5 tot 5 cm breed, kegelvormig klokvormig of breed klokvormig tot bol en heeft vaak een kleine papil. Het matte, gladde oppervlak is niet hygrofaan en grijs tot grijsbruin gekleurd. Na droging heeft het oppervlak een zijdeachtige glans en is het wat bleker. Er zijn ook vormen met duidelijk netachtige rimpels. De rand is licht naar binnen gebogen, min of meer gekerfd en is op jonge leeftijd bedekt met witte, gekartelde of gefranjerde resten van velum, die er ook af kunnen vallen.
Lamellen
De bolvormige, dicht opeengepakte lamellen zijn aflopend aan de steel of bijna vrij. Ze zijn grijszwart, gemarmerd of gevlekt en hebben vaak een olijfkleurige tint. De randen zijn witachtig en het sporenpoeder is zwart.
Steel
De holle, breekbare steel is 6 tot 10 (-14) cm lang en 0,1 tot 0,4 cm breed. Het is grijzig, aan de basis ook roodbruin en mat witachtig. Bij nat weer worden soms druppeltjes afgezet op de punt. De basis is witviltig. 
Geur en smaak
Het dunne, mild smakende vruchtvlees is crèmekleurig en ruikt licht kruidig, maar is bijzonder scherp aan de basis van de steel (typisch voor Panaeolus).

### Microscopische kenmerken
De gladde, min of meer citroenvormige en afgeplatte sporen zijn 15-18 × 10-12 × 8-9,5 µm en lijken duidelijk ovaal in dwarsdoorsnede. De kiempore is duidelijk zichtbaar. De cheilocystidia zijn bijna haarachtig en nauwelijks verdikt aan de basis. De basidia hebben vier sterigmata. De pileipellis is een epithelium met meestal pileocystidia.

## Verspreiding
De franjevlekplaat is wijdverbreid: behalve Antarctica wordt hij op alle continenten gevonden, evenals op veel eilanden. In Nederland komt hij zeer algemeen voor. Hij staat niet op de rode lijst en is niet bedreigd.

## Toepassingen
Zoals bijna alle paddenstoelen van het Panaeolus bevat deze soort ook serotonine, ureum en tryptofaan. Er gaan vaak geruchten dat er ook psilocybine in zit en dat de paddenstoel daardoor een hallucinogene werking heeft, maar dit is zeer twijfelachtig. In ieder geval in Europese exemplaren zijn tot nu toe geen hallucinogene actieve stoffen aangetroffen.

## Foto's

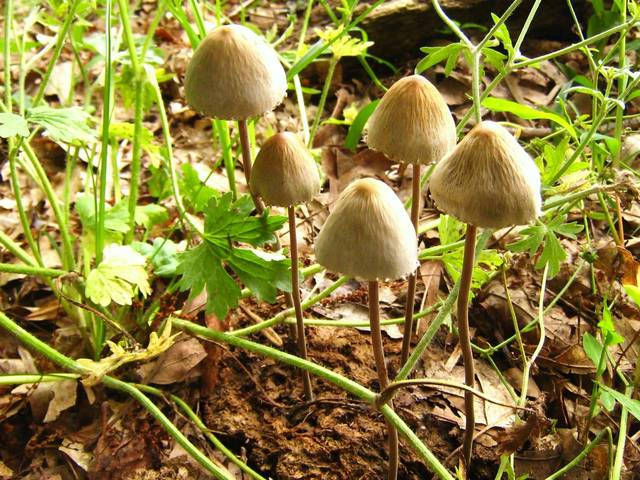
Panaeolus papilionaceus var. papilionaceus
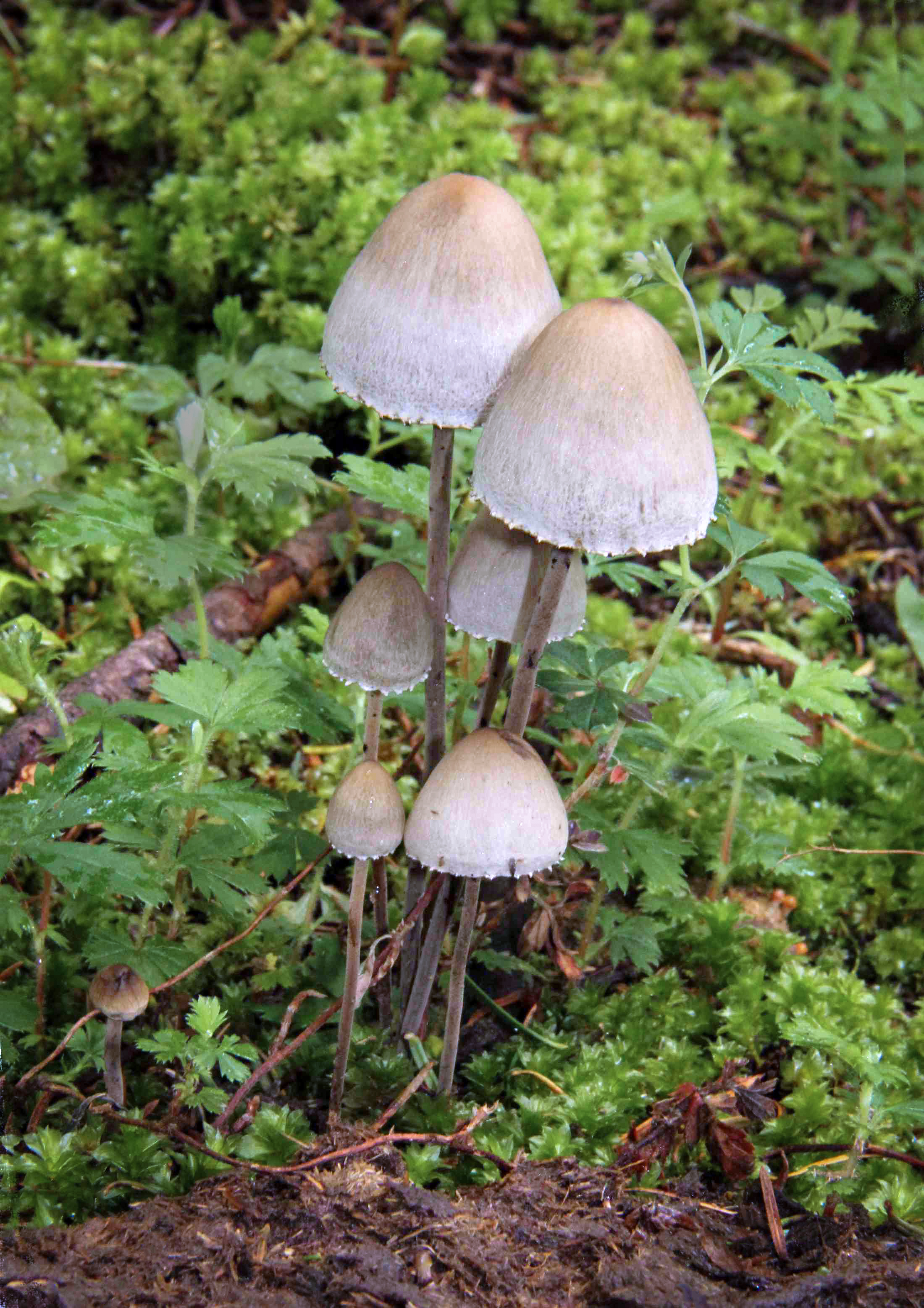
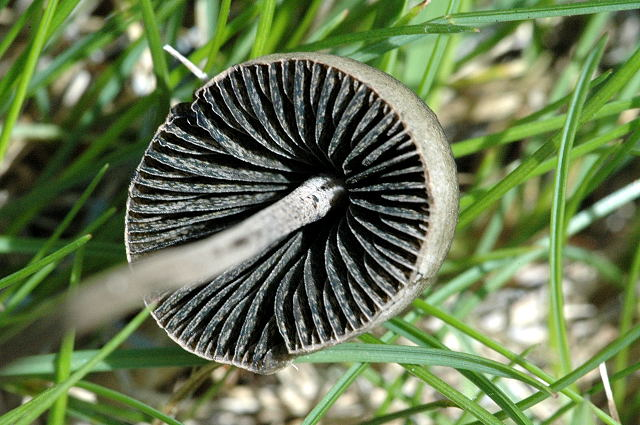
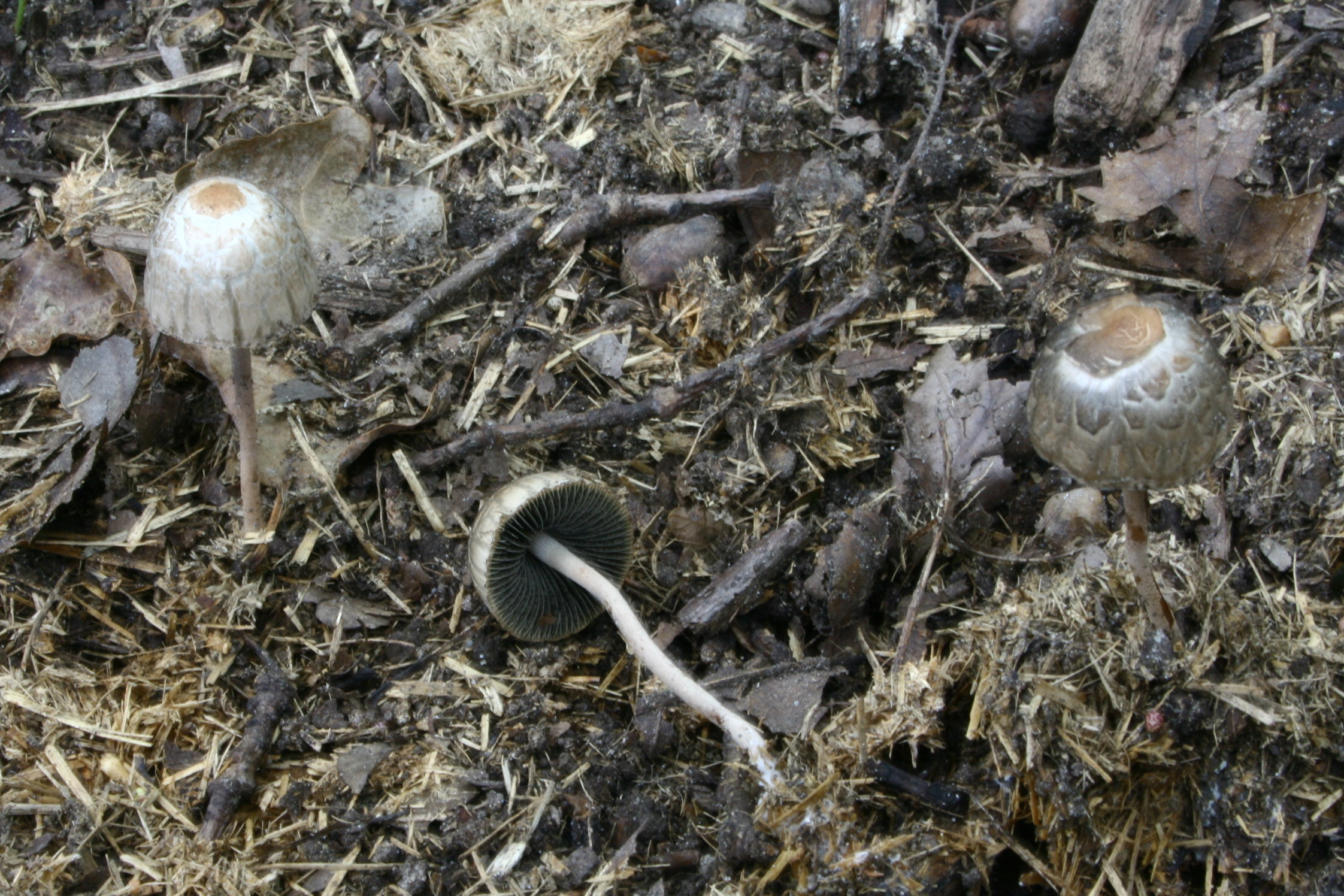
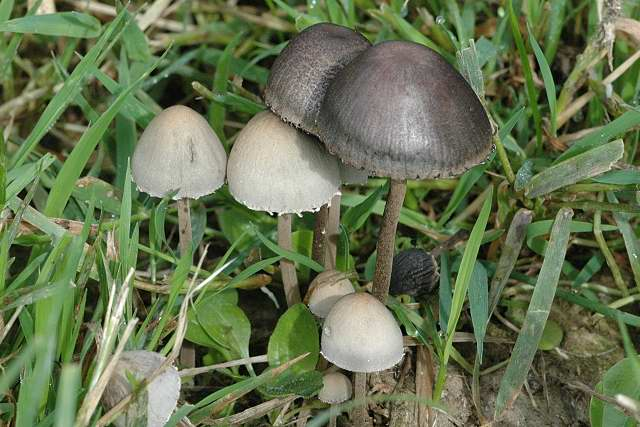
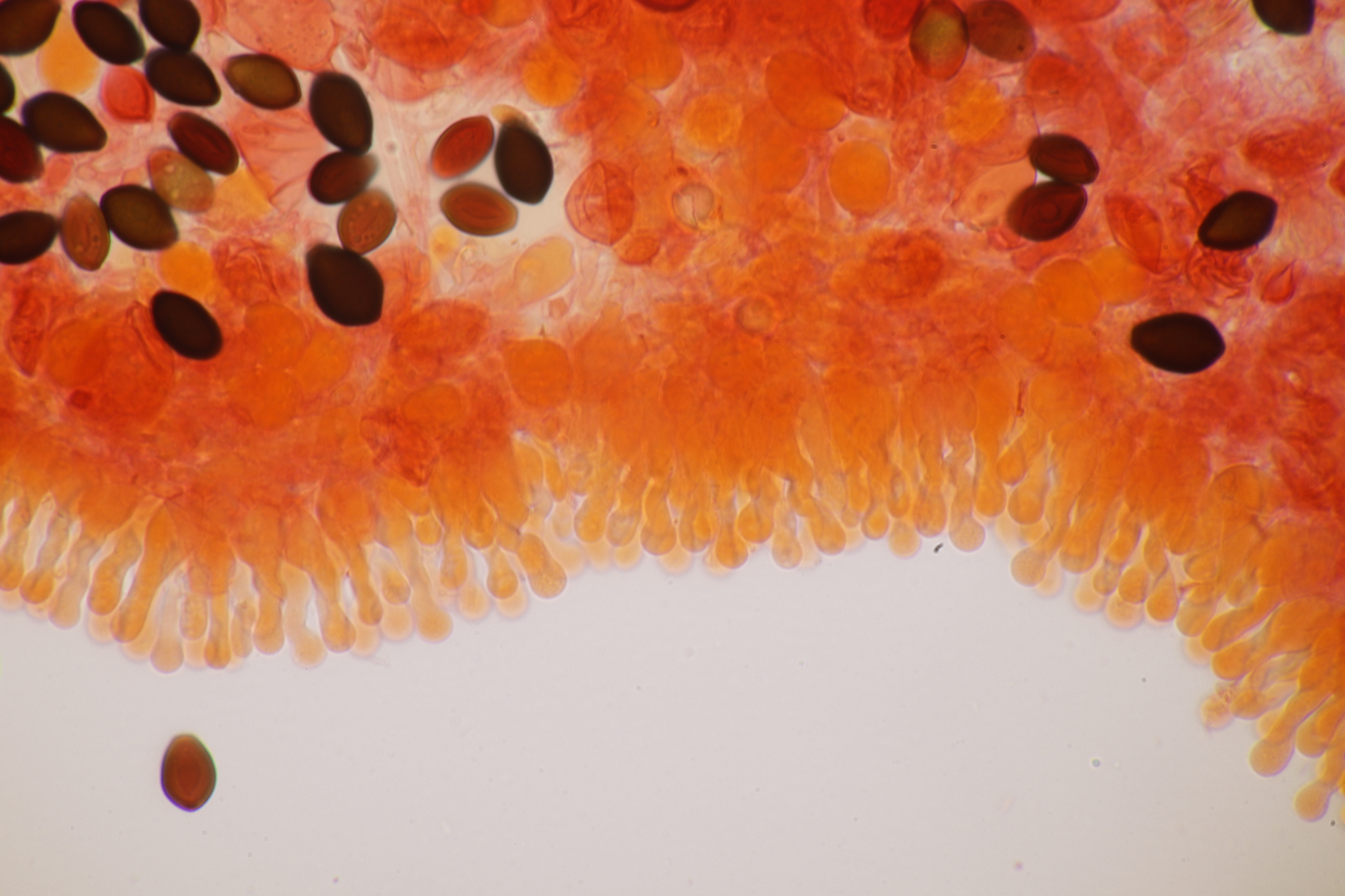
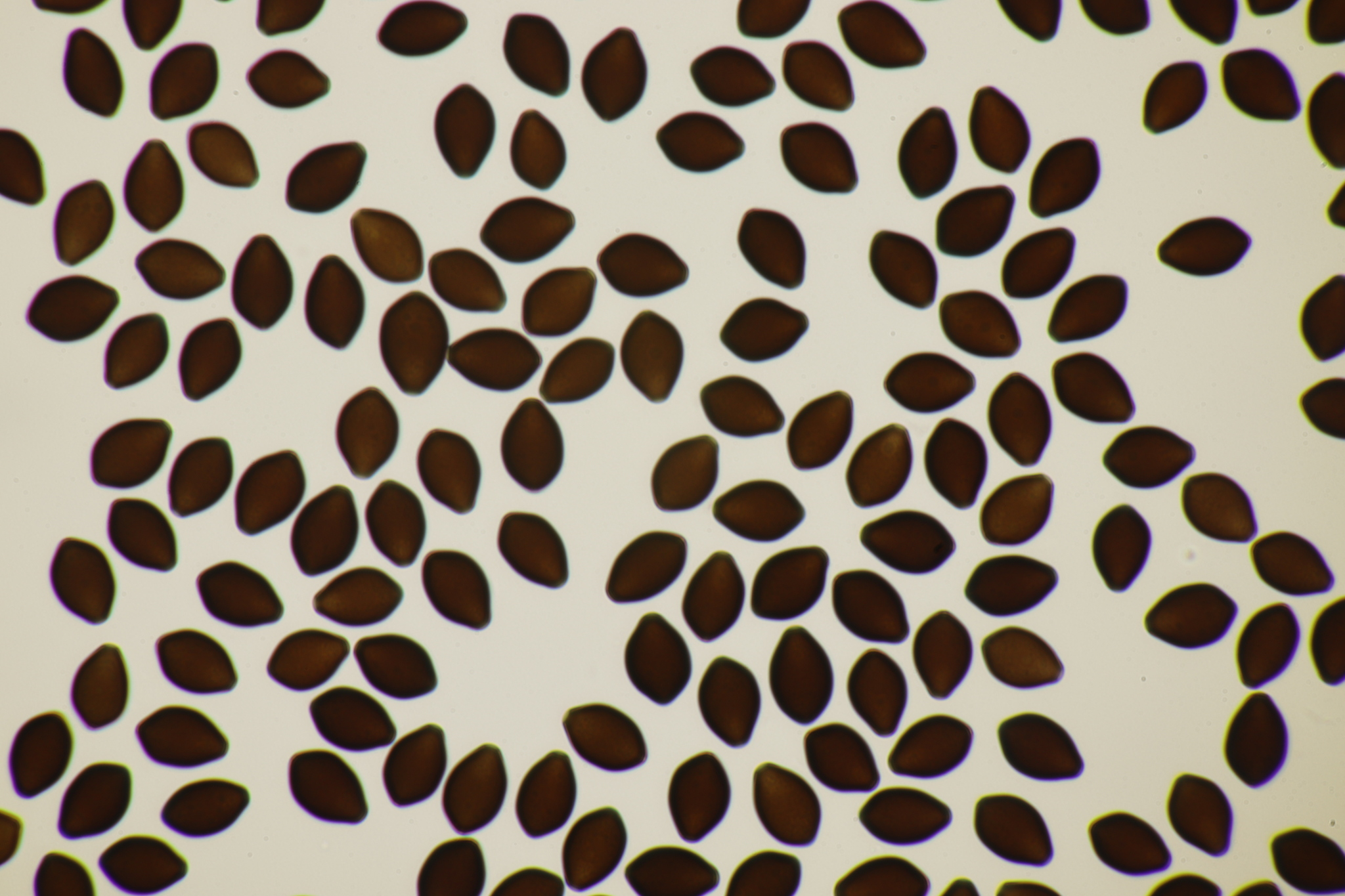
Sporen
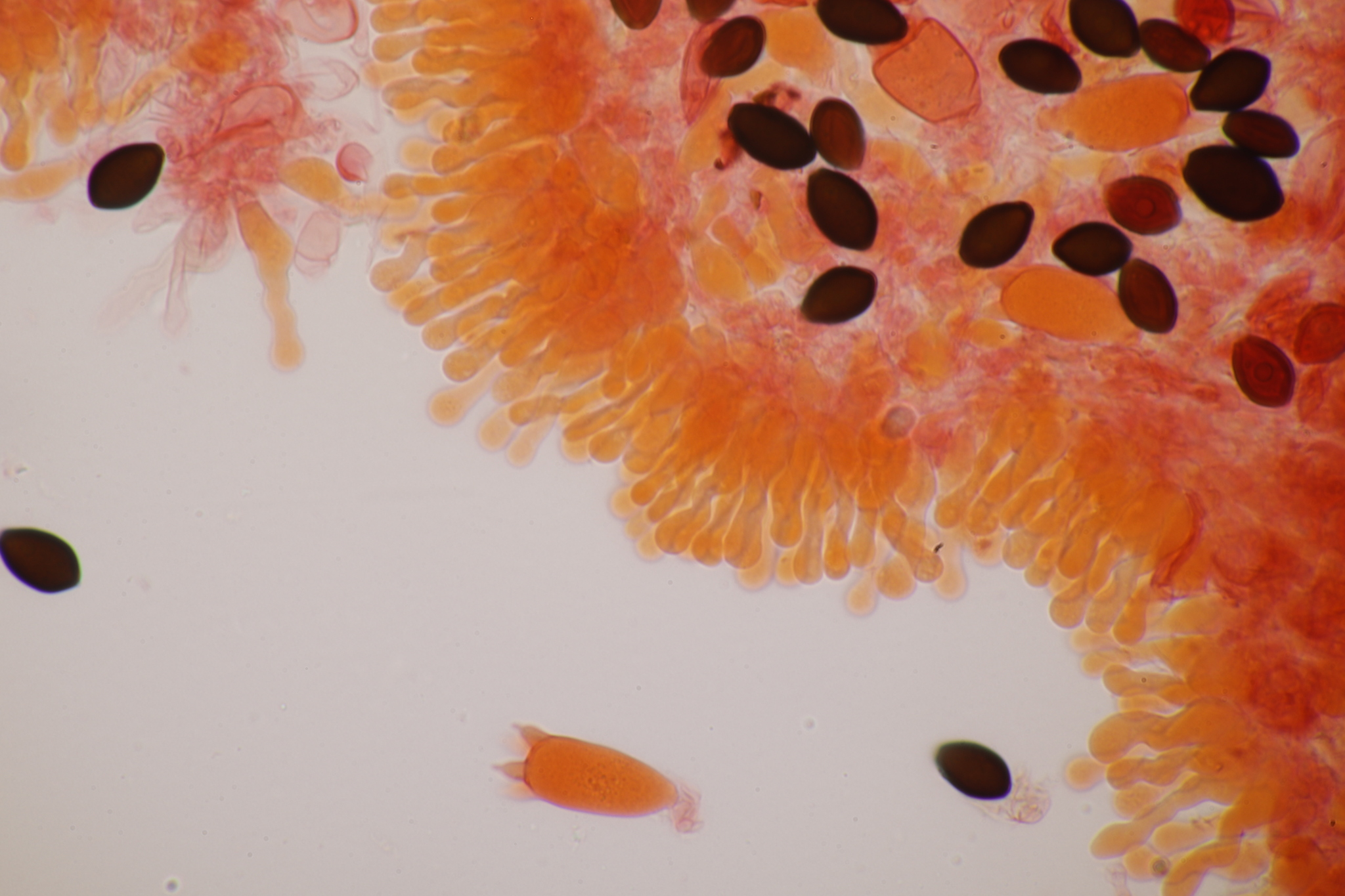